# Valerie Harper
Valerie Harper (Suffern, 22 agosto 1939 – Los Angeles, 30 agosto 2019) è stata un'attrice e ballerina statunitense.

## Biografia
Divenne nota per il ruolo di Rhoda Morgenstern nella serie televisiva Mary Tyler Moore e nello spin-off Rhoda, che le fece vincere un Emmy.
Fu anche attrice cinematografica, sostenendo tra l'altro la parte principale femminile in Quel giorno a Rio (1984).
Morì a 80 anni, nel 2019, dopo una lunga malattia. 

## Vita privata
Sposò l'attore Richard Schaal nel 1964: la coppia divorziò nel 1978, a causa di una relazione extraconiugale della Harper. 
Col secondo marito, da lei sposato nel 1987, adottò una bambina, Cristina.

## Curiosità
- Nel 1984 fu la prima attrice scelta per interpretare Lucille Larusso, la madre del protagonista, nel film Per Vincere Domani - Karate Kid.

## Filmografia parziale

### Cinema
- Una strana coppia di sbirri (Freebie and the Bean), regia di Richard Rush (1974)
- Capitolo secondo (Chapter Two), regia di Robert Moore (1979)
- L'ultima coppia sposata (The Last Married Couple in America), regia di Gilbert Cates (1980)
- Quel giorno a Rio (Blame It on Rio), regia di Stanley Donen (1984)

### Televisione
- Mary Tyler Moore – serie TV, 92 episodi (1970-1977)
- Colombo (Columbo) – serie TV, episodio 2x03 (1972)
- Rhoda – serie TV, 110 episodi (1974-1978)
- Invasione della privacy (An Invasion of Privacy), regia di Mel Damski – film TV (1083)
- La famiglia Hogan (Valerie) – serie TV, 32 episodi (1986-1987)
- Al di là del lago (The People Across the Lake), regia di Arthur Allan Seidelman – film TV (1988)
- Perry Mason: Scandali di carta (Perry Mason: The Case of the Fatal Fashion), regia di Christian I. Nyby II – film TV (1991)
- La mia rivale (A Friend to Die For), regia di William A. Graham – film TV (1994)
- Melrose Place – serie TV, episodi 6x18-6x19-6x20 (1998)
- Sex and the City – serie TV, episodio 2x15 (1999)
- Mary e Rhoda - film tv (2000)
- That '70s Show - serie TV, episodio 3x19 (2001)
- Ballando alla luna di settembre (Dancing at the Harvest Moon), regia di Bobby Roth – film TV (2002)
- Drop Dead Diva - serie TV, episodi 3x12, 4x03 (2011-2012)
- Desperate Housewives - serie TV, episodio 7x12 (2011)
- Un fidanzato venuto dal futuro (My Future Boyfriend), regia di Michael Lange – film TV (2011)
- Hot in Cleveland - serie TV, episodio 4x23 (2013)
- Melissa & Joey - serie TV, episodio 4x07 (2015)
- 2 Broke Girls - serie TV, episodio 4x13 (2015)

## Doppiatrici italiane
Nelle versioni in italiano delle opere in cui ha recitato, Valerie Harper è stata doppiata da:
- Vanna Busoni in Mary Tyler Moore
- Ada Maria Serra Zanetti in Colombo
- Flaminia Jandolo in Una strana coppia di sbirri
- Silvia Pepitoni ne La famiglia Hogan
- Sonia Scotti in Sex and the City
- Melina Martello in Desperate Housewives

## Premi e riconoscimenti
- Primetime Emmy Awards
  - 1975 - Migliore attrice protagonista in una serie commedia - Rhoda